# Johnny Davis (basket-ball, 1955)
John Reginald « Johnny » Davis, né le 21 octobre 1955 à Détroit, dans le Michigan, est un joueur et entraîneur américain de basket-ball. Il évolue durant sa carrière au poste d'arrière.

## Palmarès
- Champion NBA 1977
- Vainqueur des Jeux panaméricains de 1975